# 卡萝拉·曼贾罗蒂
卡萝拉·曼贾罗蒂（義大利語：Carola Mangiarotti，1952年5月2日—），意大利击剑运动员。她曾代表意大利参加1976年和1980年夏季奥林匹克运动会击剑比赛。

## 家庭
祖父朱塞佩·曼贾罗蒂。父亲爱德华多·曼贾罗蒂。